# 29 Pułk Piechoty (LWP)
29 pułk piechoty (29 pp) – oddział piechoty ludowego Wojska Polskiego.
Pułk sformowany został w Rzeszowie na podstawie rozkazu Naczelnego Dowództwa WP z 6 października 1944 w oparciu o radziecki etat pułku strzeleckiego nr 04/501. Zaprzysiężenia dokonano 14 stycznia 1945 r. w Rzeszowie
Wchodził w skład 10 Sudeckiej Dywizji Piechoty 2 Armii Wojska Polskiego.

## Skład etatowy
dowództwo i sztab
- 3 bataliony piechoty
- kompanie: dwie fizylierów, przeciwpancerna, rusznic ppanc, łączności, sanitarna, transportowa
- baterie: działek 45 mm, dział 76 mm, moździerzy 120 mm
- plutony: zwiadu konnego, zwiadu pieszego, saperów, obrony pchem, żandarmerii

Razem:
żołnierzy 2915 (w tym oficerów - 276, podoficerów 872, szeregowców - 1765).
Sprzęt:
162 rkm, 54 ckm, 66 rusznic ppanc, 12 armat ppanc 45 mm, 4 armaty 76 mm, 18 moździerzy 50 mm, 27 moździerzy 82 mm, 8 moździerzy 120 mm

## Działania bojowe
Od chwili sformowania do zakończenia wojny pułk walczył w składzie 10 Dywizji Piechoty.
Walczył o zdobycie przyczółka na Nysie. Działając na głównym kierunku 10 DP bił się w lasach Muskauer Forst nad Szprewą w rejonie Nelkenberg i Spreefurt. Uczestniczył w operacji praskiej. Szlak bojowy zakończył na terenie Czechosławacji.
|  |  |  |  |

|  |  |

## W okresie pokoju
13 października 1945 pułk otrzymał sztandar ufundowany przez społeczeństwo Kamiennej Góry.
W 1948 pułk otrzymał nowy sztandar ufundowany przez społeczeństwo miasta i powiatu Jelenia Góra.
W 1949 jednostka przeformowana została w 29 zmotoryzowany pułk piechoty (JW 1749) i podporządkowana dowódcy 11 Zmotoryzowanej Dywizji Piechoty. W następnym pułk został dyslokowany z Jeleniej Góry do Żagania i przeformowany w 29 pułk zmechanizowany. W kwietniu 1963 na bazie 29 pułku zmechanizowanego sformowany został 29 pułk czołgów średnich.

## Żołnierze pułku
Dowódcy pułku
- mjr Nikifor Jaśkiewicz (30 września 1944 - 30 kwietnia 1945)
- ppłk Feliks Kondracki (4 kwietnia 1945)[6]

Odznaczeni Krzyżem Srebrnym Orderu Virtuti Militari
1. ppłk Nikifor Jaśkiewicz
2. płk Feliks Kondacki
3. por. Klemens Kotus
4. mjr Michał Nowitny[8]
5. kpr. Jan Matuszkiewicz
6. kpt. Marian Stesłowicz